# Donn R. Pepke

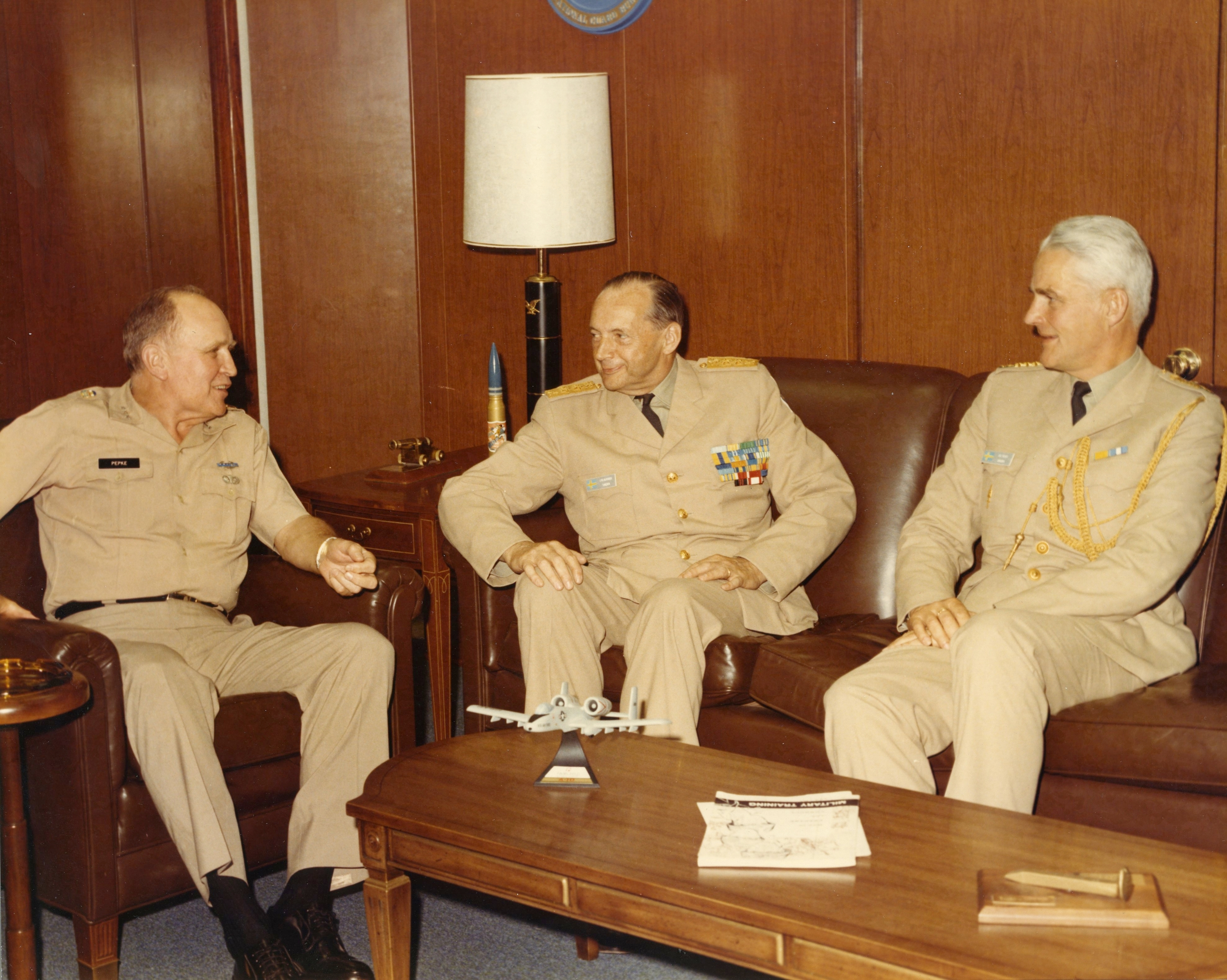
Donn R. Pepke (links) mit zwei Offizieren der schwedischen Armee bei deren Besuch in Fort McPherson (1975)

Donn Royce Pepke (* 7. September 1916 in Minot, North Dakota; † 15. Januar 1995 in Williamsburg, Virginia) war ein Generalleutnant der United States Army. Er war unter anderem Kommandeur der 4. Infanteriedivision.

## Leben
Donn Pepke war ein Sohn von Emil John Pepke (1872–1939) und dessen Frau Caroline Margaretha Budke (1876–1967). Über das ROTC-Programm der University of North Dakota gelangte er im Jahr 1939 als Leutnant in das Offizierskorps des US-Heeres. In der Armee durchlief er anschließend alle Offiziersränge vom Leutnant bis zum Drei-Sterne-General. In seinen jüngeren Jahren absolvierte er den für Offiziere in den niederen Rangstufen üblichen Dienst in verschiedenen Einheiten und Standorten. Während des Zweiten Weltkriegs war er im Pazifikkrieg eingesetzt. Dort brachte er es trotz seines jungen Alters zum Kommandeur des 63. Infanterieregiments. Damit war er einer der jüngsten amerikanischen Regimentskommandeure im Zweiten Weltkrieg.
Nach dem Krieg setzte er seine Offizierslaufbahn fort. Er war unter anderem Regimentskommandeur in Südkorea, Dozent an verschiedenen Militärschulen und Stabsoffizier in Deutschland. Weitere Versetzungen führten ihn unter anderem erneut nach Südkorea und nach Hawaii. In den Jahren 1962 und 1963 war Pepke Stabschef der 1. Panzerdivision. Im Jahr 1964 erreichte er mit seiner Beförderung zum Brigadegeneral die Generalsränge. Gleichzeitig wurde er zum stellvertretenden Kommandeur des Infantry Training Center in Fort Gordon in Georgia ernannt. Zwischen 1965 und 1968 war er Stabsoffizier für Planungen im United States Department of the Army.
Im November 1968 übernahm Donn Pepke das Kommando über die im Vietnamkrieg eingesetzte 4. Infanteriedivision. Dieses Amt bekleidete er bis zum November 1969. Dabei war seine Division in schwere Kämpfe verwickelt. Im Jahr 1969 wurde Pepke zum Generalmajor befördert. Von 1969 bis 1971 war er als Stabsoffizier des United States Army Forces Command für Trainingsprogramme zuständig. Anschließend wurde er zum Stabschef dieses Commands ernannt. In dieser Funktion war er bis zum Jahr 1973 tätig. In diesem Jahr erreichte er mit seiner Beförderung zum Generalleutnant seinen höchsten militärischen Dienstgrad. In der Folge wurde er stellvertretender Kommandeur des Army Forces Command. Dieses Amt behielt er bis zum Jahr 1975, als er in den Ruhestand ging.
Donn Pebke starb am 15. Januar 1995 und wurde auf dem Nationalfriedhof Arlington beigesetzt.

## Orden und Auszeichnungen
Donn Pepke erhielt im Lauf seiner militärischen Laufbahn unter anderem folgende Auszeichnungen:
- Army Distinguished Service Medal
- Silver Star
- Legion of Merit
- Bronze Star Medal
- Air Medal
- Purple Heart